# Ladislav Prokeš (1905)
Ladislav Prokeš (22. června 1905, Třebíč – 20. září 1972, Kutná Hora) byl český pedagog, malíř a spisovatel.

## Biografie
Ladislav Prokeš se narodil v roce 1905 v Třebíči, v roce 1925 odmaturoval na gymnáziu v Třebíči, posléze se stal pedagogem. Mezi lety 1939 a 1945 se vrátil do Třebíče, kde učil na gymnáziu. Posléze učil na dalších různých středních školách, před odchodem do důchodu učil na jedenáctileté škole v Ústí nad Labem. V listopadu 1969 odešel do Kutné Hory. Věnoval se popularizačním i odborným publikacím v mykologii, kresbám či ilustracím, je autorem skautských příruček.